# Graziano Tubi
Graziano Tubi (Milano, 18 dicembre 1825 – Lecco, 8 ottobre 1904) è stato un politico e imprenditore italiano, fondatore di un'importante casa produttrice di armonium italiana e per tre volte deputato alla Camera dei deputati del Regno d'Italia.

## Biografia
Figlio di un avvocato milanese, fin da giovanissimo affiancò ai suoi studi di Giurisprudenza l’attività di inventore. Tra le sue creazioni, si ricordano il battello-carro (strumento di trasporto in grado di muoversi su fiumi o via terra, trainato da cavalli), l'odometro (che misurava distanze, velocità e tempo percorsi da una vettura), l'acquamotore (congegno capace di far superare a una imbarcazione la corrente delle acque per mezzo della corrente stessa; questa invenzione fu premiata all'Esposizione Universale di Parigi nel 1867), l'elice con sistema "Grassi-Tubi" (con cui riuscì a far superare le pendenze alle locomotive).
Personalità eclettica, ampliò notevolmente il suo bagaglio culturale compiendo viaggi notevolissimi per l'epoca, come quello al centro dell'Africa o su di un pallone aerostatico. Nel 1851 visitò l'Esposizione Universale di Londra, cui seguirono quelle di Parigi negli anni successivi.
Nel 1860, a Milano, fondò la ditta di costruzione di armonium che portò il suo nome; nel 1868, gli stabilimenti si trasferirono a Lecco, dove Tubi aveva rilevato una vasta tenuta comprendente una casa civile e un mulino e che trasformò in un "eclettico luogo di sperimentazione industriale": i capannoni dedicati alla produzione di armonium avevano una struttura all’avanguardia, con tetti a shed inclinati di 45 gradi dalle grandi finestre, capaci di garantire una soddisfacente illuminazione e aerazione; accanto a essi si trovava l'opificio serico, testimonianza dell'altro grande interesse di Tubi, quello per la bachicoltura; inoltre vi era un grande vigneto (nel quale Tubi condusse esperimenti rivolti allo studio della fillossera) e un laboratorio per la costruzione di serramenti innovativi (persiane con l'apertura parziale dei listelli, sistema finora sconosciuto). Infine, nelle immediate adiacenze vi erano le abitazioni private, sia la casa padronale (in stile eclettico) sia le abitazioni delle famiglie di alcuni operai: nel 1885, l'azienda produttrice di armonium dava lavoro a una trentina di persone ed era capace di produrre, come ricorda lo stesso Tubi nella sua biografia, uno strumento al giorno.
Nel 1864 Graziano Tubi divenne socio della Società Lombarda di Economia Politica di Milano; fu più volte presidente del Comizio Agrario e della Camera di Commercio ed Arti di Lecco. Si dedicò a esaminare così l'intera imprenditoria locale, scrivendo numerosi articoli sulle relative problematiche produttive, anche in qualità di giornalista. Propose inoltre un progetto di riqualificazione urbanistica del territorio di Lecco.
Nel 1870 venne eletto deputato nella XI legislatura del Regno d'Italia; venne rieletto poi nel 1882 (XV legislatura) e nel 1886 (XVI legislatura). In questa carica, si rese protagonista di proposte per il censimento della popolazione del Regno e per la riscossione delle imposte; ma è soprattutto degna di nota la sua relazione sul "flagello" della fillossera nel territorio lecchese, presentata nella Commissione Parlamentare appositamente istituita. Testimonianza dell'altro grande interesse del Tubi, la viticoltura, questa relazione fu il risultato della missione della quale egli venne personalmente incaricato dal Parlamento italiano, in quanto esperto in materia.
Esperto di vinificazione, Tubi fu spesso invitato a tenere conferenze sull'argomento: nel 1868 apparve anche un suo "Manuale di vinificazione".

## Gli armonium Tubi
Nel 1861 Graziano Tubi si era trasferito per un periodo a Parigi per studiare privatamente le arti meccaniche. Qui, ebbe occasione di approfondire le sue conoscenze nel campo della bachicoltura; ma poté seguire da vicino anche i progressi nel campo della produzione dell'harmonium francese a pressione, studiando gli strumenti creati dalle più grandi case produttrici dell'epoca: in particolare quella di Alexandre, i cui strumenti egli prese a modello e fece riprodurre negli stabilimenti lecchesi. Inoltre importò anche le celebri ance Estève, che utilizzò nei propri strumenti (a volte sovrascrivendo il proprio marchio) e che pure fece riprodurre, assicurandosi la medesima pienezza e bellezza di suono dei migliori armonium francesi.
Come i migliori cataloghi francesi, quello della ditta Tubi presentava strumenti di grandi dimensioni e possibilità (come uno a doppia tastiera e pedaliera, i cui mantici erano messi in funzione tramite una manovella) accanto ai più economici "guida voce" (traduzione del francese "guide chant") portatili, impiegati con finalità didattiche. Caratteristica costante degli armonium Tubi, almeno a partire dal '900, fu il marchio (un pastore che suona la zampogna, attorniato da pecore) dipinto su un tondo di porcellana.
Tuttavia, Tubi si discostò ben presto dai modelli francesi soprattutto per la disposizione dei registri, denominati "all'italiana", e per una minore ricchezza di varietà timbrica: è assai verosimile che alla base di questa scelta vi sia stata la necessità di aderire al gusto e alle direttive imposte dal cosiddetto Movimento Ceciliano, che determinò uno stile più austero delle forme degli strumenti, che persero pertanto tutta la dimensione "da salotto" tipica di quelli francesi.
Nel corso della sua storia, la "Privilegiata Fabbrica Italiana d'Armonium del dott. Graziano Tubi", così come altre fabbriche simili, ha cambiato modo di costruire gli armonium, adattandoli a stili ed esigenze del momento.
Come accaduto anche per altre case produttrici di armonium (comprese alcune francesi), da strumenti di altissima qualità (spesso in palissandro, con tasti in avorio e ebano) si è passato, per ragioni di mercato e (nell'epoca della Seconda guerra mondiale) per la diminuita disponibilità di legni pregiati, a strumenti di più modesta fattura.
Una sorta di inversione di tendenza si ebbe con l'ultimo discendente della famiglia, Bonifacio Calvi, il quale sviluppò dei modelli più interessanti, basati su un tipo di ance dette "da concerto", più ampie di quelle abituali e capaci di produrre un suono più ricco e grande.
Tuttavia, vista la sempre minore richiesta di tali strumenti, soppiantati da quelli elettronici, negli anni Novanta del '900 la fabbrica cessò la sua produzione.
Si calcola che nei suoi 110 anni circa di vita la famosa "Ditta del dott. Graziano Tubi" produsse circa 60.000 strumenti.